# テケリ・イムレ

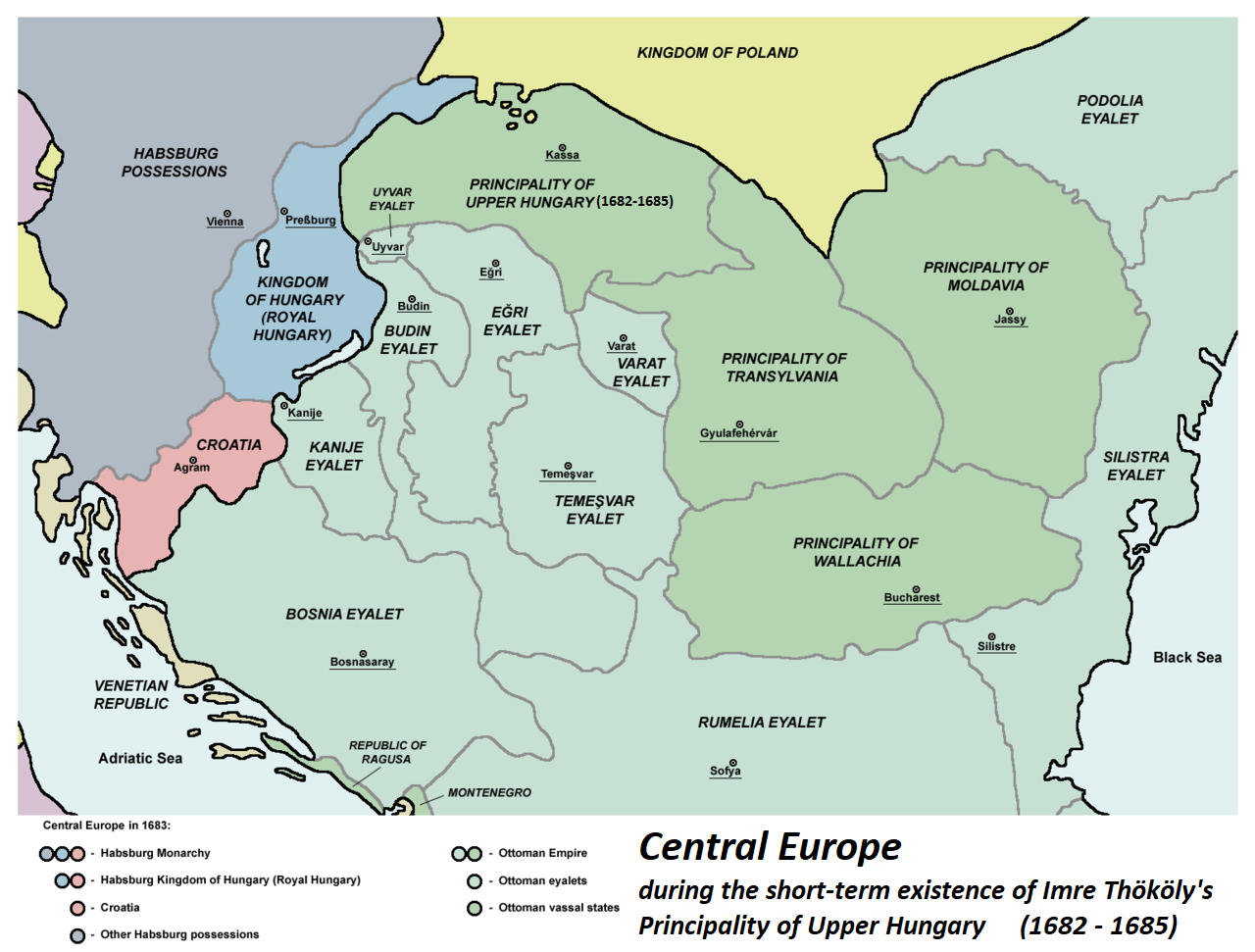
1683年頃のバルカン半島北部

テケリ・イムレ（ハンガリー語：Thököly Imre[ˈtøkøli ˈimrɛ], 1657年4月25日 - 1705年9月13日）は、ハンガリー人の政治家、反ハプスブルク蜂起の指導者、ケーシュマールク伯爵、トランシルヴァニア公（在位：1690年）。
通常ハンガリー語ではlyは[j]と発音されるので、日本では[ˈtøkøj]（テケイ）と誤読されることがあるが、この姓はTököl（Thökölのthはtの古形）[ˈtøkøl]という地名に形容詞派生辞の-iの古形の-y[i]が付いたものなので、Thökölyは現代語風に表記するとTököliとなり、[ˈtøkøli]（テケリ）が正しい読みである。

## 生涯

### 蜂起前
1657年、王領ハンガリーのケーシュマールク（現在のスロヴァキア領ケジュマロク）に生まれ、幼いころに両親を亡くした。エペリェシュにあるルター派の大学に入ったが、彼の住む上ハンガリー（現在のスロバキア東部）では当時、ハプスブルク家の反対派やプロテスタントの皇帝軍に対する武装蜂起が恒常的に起きていて、テケリの立場も危ういものだった。
父テケリ・イシュトヴァーン伯爵（hu:Thököly István）は1670年12月、反ハプスブルク派によるヴェッシェレーニ陰謀の参加者としてスロバキア北部のアルヴァ城を防衛していた時、トランシルヴァニア公アパフィ・ミハーイ1世に大法官として仕えていた親族テケリ・ミハーイを頼ってトランシルヴァニアに逃亡しようと城を脱出したところで、皇帝の軍勢に殺されていた。テケリもまた王領ハンガリー（現在のスロバキア地域）からトランシルヴァニアに逃れた人々と連絡を取るようになった。
トランシルヴァニアの亡命者達は、自分達と同じように迫害を受け、膨大な領地の大部分を皇帝によって没収された、有能な若き貴公子テケリに大きな期待を寄せていた。そして神聖ローマ皇帝レオポルト1世が1673年2月27日にハンガリー国法を停止してヨハン・カスパー・フォン・アンプリンゲン（de:Johann Caspar von Ampringen）を独裁官に任命し、アンプリンゲンが450人のプロテスタント聖職者を追放し、そのうち67人以上をガレー船の徒刑囚にすると、テケリの不満は頂点に達した。

### 反ハプスブルク蜂起
フランス国王ルイ14世からの支援の約束に勇気づけられ、反ハプスブルク派勢力は1678年、「自由と正義のために」蜂起を開始し、若いテケリを指導者に選んだ。東ハンガリーとハンガリー中央部の鉱山都市はすぐにテケリの手に落ち、1681年に1万人のトランシルヴァニア軍とナジヴァーラド（現在のルーマニア領オラデア）の総督（パシャ）に率いられたオスマン帝国軍を援軍として従えたテケリは、皇帝に休戦を結ばせることに成功した。翌1682年にクロアチア副王ペータル・ズリンスキの娘でラーコーツィ・フェレンツ1世の未亡人であるズリーニ・イロナと結婚した。
テケリはレオポルト1世に対する不信感からオスマン帝国のスルタン・メフメト4世の側に寝返り、スルタンから上ハンガリーの王と認められ、イスタンブール政府に年4万ターラーの貢納金を支払うことになった。この時よりテケリは皇帝から次々に要塞を奪い、その領土をヴァーグ川まで拡げた。1683年にカッサ（コシツェ）とタッリャでテケリが主宰した2度の議会では、議員達はテケリの個人的な魅力に影響されないわけではなかったが、部分的には信頼感を示しつつも、彼がトルコとの同盟のために自国の独立を犠牲にするのではないかという不安を感じていた。このため議会は彼のために助成金も総動員令のどちらも出すことを拒み、テケリはこれらを力ずくで出させることを余儀なくされた。

### オスマン帝国との同盟

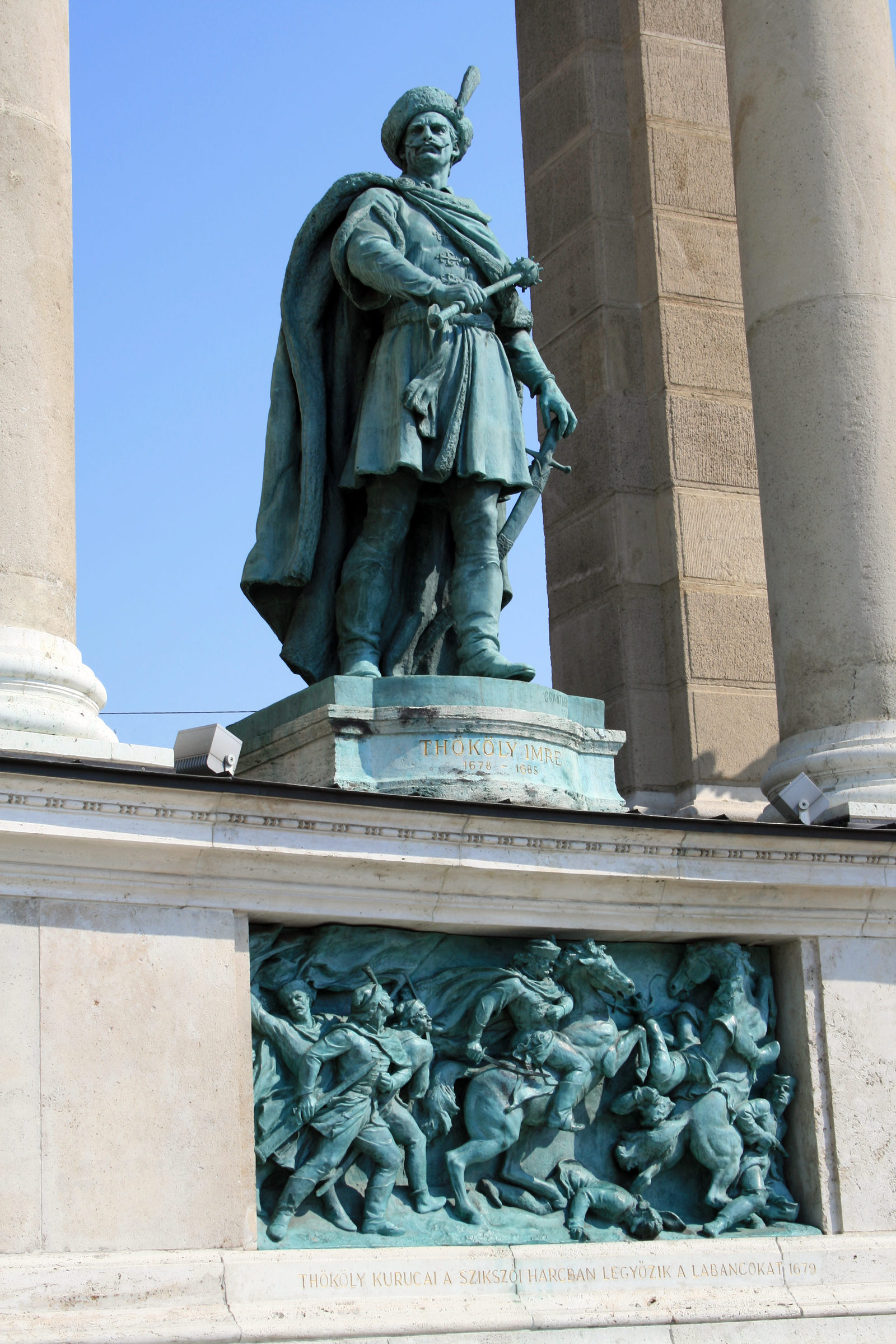
ブダペストの英雄広場にあるテケリ・イムレ像

1683年の第二次ウィーン包囲に際してはオスマン帝国を物資面で支援し、敗走したオスマン軍の退却にも同行した。ところが指揮官の大宰相カラ・ムスタファ・パシャはウィーンでの敗戦の責任をテケリになすりつけたため、テケリはスルタンの面前で自己弁護するためエディルネに急行した。しかし、直後にトルコが覇権を失ったことを理解したテケリは、ポーランド国王ヤン3世ソビェスキの仲介でレオポルト1世と和解する道を模索し始めた。
テケリは皇帝がハンガリーにおけるプロテスタントの宗教上の権利と、テケリの領土となった上ハンガリー（正確には王領ハンガリー内の13郡）と君主の称号の保持を認めれば降伏するという提案を行ったが、レオポルト1世はこれらの条件をのむことを拒否し、無条件降伏を要求したため、テケリは戦争を再開することになった。しかし1685年の遠征は失敗の連続で、ナジヴァーラドのトルコ人達に支援を求めに行ったところ、逮捕されてエディルネに連行された（レオポルト1世との交渉で信用を失っていたとされる）。臣下達の大部分は皇帝との和平を結んだため、テケリは劣勢になった。
1686年に牢獄から解放され、小規模な部隊と共にトランシルヴァニアに送り込まれたが、この時の遠征も1688年の遠征も失敗に終わり、またもや投獄された。しかし1690年、オスマン帝国から1万6000人の軍勢を与えられトランシルヴァニアに送り込まれ、ジグベルト・ハイスター（de:Sigbert Heister）とテレキ・ミハーイ伯爵の連合軍にゼルネストで勝利した。この大勝の後、テケリはケレステミネズの議会によってトランシルヴァニア公に選出されたが、この地位は皇帝軍との戦いが極めて難局に陥ると維持出来なくなり、1691年にトランシルヴァニアから完全に撤退、トランシルヴァニア公はアパフィ・ミハーイ2世が選出された。テケリは以後大トルコ戦争でオスマン帝国に協力し、1691年のスランカメンの戦いではトルコ騎馬隊を率いて活躍したが、その後のオーストリアとの戦いでは振るわず、1697年のゼンタの戦いで完敗してしまった。
1699年1月26日に結ばれたカルロヴィッツ条約では、ハンガリー人反乱者に恩赦が約束されたが、テケリは恩赦の対象外とされた。1700年にトランシルヴァニア公国を取り戻そうとしたが失敗に終わり、妻イロナと共に亡命、ガラタに身を落ちつけた。スルタン・ムスタファ2世からは膨大な領地を与えられ、ヴィディン伯爵の称号を贈った。1705年、48歳でニコメディアで亡くなった。
イロナとの間に娘エルジェーベトが1683年に生まれたが、1688年に夭折した。継子のラーコーツィ・フェレンツ2世はウィーンでハプスブルク家の保護下に置かれていたがやがて脱走、ハンガリー独立戦争を起こすことになる。